# Фистуль, Михаил Викторович
Михаи́л Ви́кторович Фистуль (р. 1959) — советский и российский физик, кандидат физико-математических наук, ведущий научный сотрудник кафедры теоретической физики Рурского Университета (Германия).

## Краткая хронология жизни и деятельности
Родился в семье физика Виктора Ильича Фистуля и Анны Давидовны Фистуль (род. 1926).
- 1982 — Резонансное туннелирование сверхпроводящих пар в джозефсоновских контактах с полупроводниковой прослойкой. 1987 — Прыжковая проводимость в тонких аморфных полупроводниковых плёнках.
- 1992 — Критический ток джозефсоновских контактов (слоистых сверхпроводников) с вихрями Абрикосова.
- 2003 — Макроскопические квантовые эффекты джозефсоновских вихрей и пар вихрь-антивихрь.
- 2008 — Макроскопическая кулоновская блокада в решетках джозефсоновских контактов.
- 2003 — Режим «супер-изолятора».
- 2010—2012 — фототок в графеновых наноструктурах.
- 2011 — Переход металл-изолятор в нанокристаллическом графене.

### Исполнитель международных грантов
- 1989—1991 — Грант АН СССР «Высокотемпературная сверхпроводимость».
- 1991—1997 — Superconducting MIDWEST Consortium (Пардью Университет, США).
- 1999—2000 — Проект: Investigation of macroscopic quantum states of Josephson fluxons (Германия).
- 2000—2003 — Европейский проект «LOCNET» (Localization by nonlinearity and spatial discreteness, and energy transfer, in crystals, biomolecules and Josephson arrays).
- 2004—2009 — European Science Foundation-Network AQDJJ: Arrays of Quantum Dots and Josephson Junctions.

### Приглашённый исследователь
- «Теоретические исследования физических принципов квантовой синхронизации в системе взаимодействующих Джозефсоновских контактов» (НИТУ «МИСиС», грант МИНОБР 2012—2013 г.) (совместно с кафедрой ТФиНТ, проф. С. И. Мухин)
- Исполнитель гранта «Сверхпроводящие метаматериалы» (проф. А.В. Устинов, НИТУ «МИСиС», грант МИНОБР 2011—2013)
- Ведущий исполнитель гранта по программе «Графен» (2011—2016, Германия)
- Организатор международной конференции: QEAN Workshop «Квантовые эффекты в системах нанокристаллов», Центр им. Лоренца, Лейден (2007, Голландия)
- Ведущий исполнитель гранта по программе «Магнитные системы: спиновые структуры и спиновый транспорт» (2004—2010, Германия)

## Научное признание
- премия Ленинского комсомола (1986) — за работу «Сверхпроводимость слоисто-неоднородных систем и композитных материалов»
- стипендия имени Гумбольдта (Германия; 1998—1999).
- DAAD Профессор в области «нанотехнологии» (2002—2004)
- Меркатор Профессор (Германия; 2004—2005)

## Научные интересы
Макроскопические квантовые эффекты в сверхпроводящих джозефсоновских системах, квантовые компьютеры на основе сверхпроводящих систем, сверхпроводящие метаматериалы, физика «графеновых наноструктур», квантовые эффекты в нанокристаллических системах, транспорт в низко-размерных системах в присутствии микроволнового излучения.